# Dinastia Valois-Orléans
La Casa dei Valois-Orléans è un ramo collaterale della dinastia Valois, che deriva a sua volta dal Casato Capetingio. Il capostipite del ramo fu Luigi I, figlio del re di Francia Carlo V e fratello di re Carlo VI.

## Storia
La dinastia salì al trono di Francia con Luigi II duca d'Orléans, futuro Luigi XII, nipote di Luigi; fu l'unico re del ramo Valois-Orléans. Il ramo si estinse proprio con Luigi XII, che ebbe solo due figlie, una delle quali (Claudia di Francia) sposò il futuro re di Francia Francesco I, che succedette al suocero instaurando sul trono l'altro ramo collaterale dei Valois, quello dei Valois-Angoulême.

## Rappresentazione genealogica
```
  │
  │

Luigi IX, 
il Santo
 (†1270) e 
Margherita di Provenza

  │
  └──>
Roberto, conte di Clermont
 (†
1317
) e 
Beatrice di Borgogna-Borbone

  │            │
  │            ↓
  │             linea dei 
Borbone
 (il primo dei re di questa linea sarà 
Enrico III
 di Navarra (†
1610
), che salirà al trono nel 
1589

  │
  │
  └──>
Filippo III detto 
L'Ardito
 (†1285)
        │  │
        │  ↓
           linea diretta dei 
Capetingi
 che prosegue con 
Filippo IV detto 
Il Bello
 (†1314) e termina 
        │  con 
Carlo IV
 (†1328)
        │
        └──> 
Carlo di Valois
 (†1328)
```

```
 
Carlo di Valois
```

```
--------------------------------------------------------------------------------------------
   │ Con Filippo VI inizia il ramo diretto dei Valois
   │
   └──>
Filippo VI
 (†1350)
           └──>
Giovanni II
 (†1364)
               └──>
Carlo V
 (†1380)
                     │   └──>
Carlo VI
 (†1422)
                     │          └──>
Carlo VII
(†1461)                                                                                                      └──>
Luigi XI di Francia
 (†1483)                                      └──>
Carlo VIII di Francia
 (†1498)
                     └──> 
Luigi, duca d'Orléans
 (†1407)
                            │  └──>
Carlo di Valois-Orléans
 (†1465)
---------------------------------------------------------------------------------------------
                            │         │ Luigi XII, primo ed unico re del Ramo Valois-Orléans
                            │         │
                            │         └──>
Luigi XII di Francia
 (†1515) 
                            │
                            └──>
Giovanni, conte di Angoulême
 (†
1467
)
                                  └──>
Carlo, conte di Angoulême
 (†
1496
)
```

Il figlio primogenito maschio di Carlo di Angoulême, Francesco salì al trono con il nome di Francesco I, primo re della Dinastia Valois-Angoulême.